# Giorgia (insecto)
Giorgia es un género de polillas monotípico de la familia Crambidae descrito por John Frederick Gates Clarke en 1965. Su única especie es Giorgia crena, descrita por el mismo autor el mismo año desde el archipiélago de Juan Fernández en Chile.